# Vale Verde e Quedas D'Água

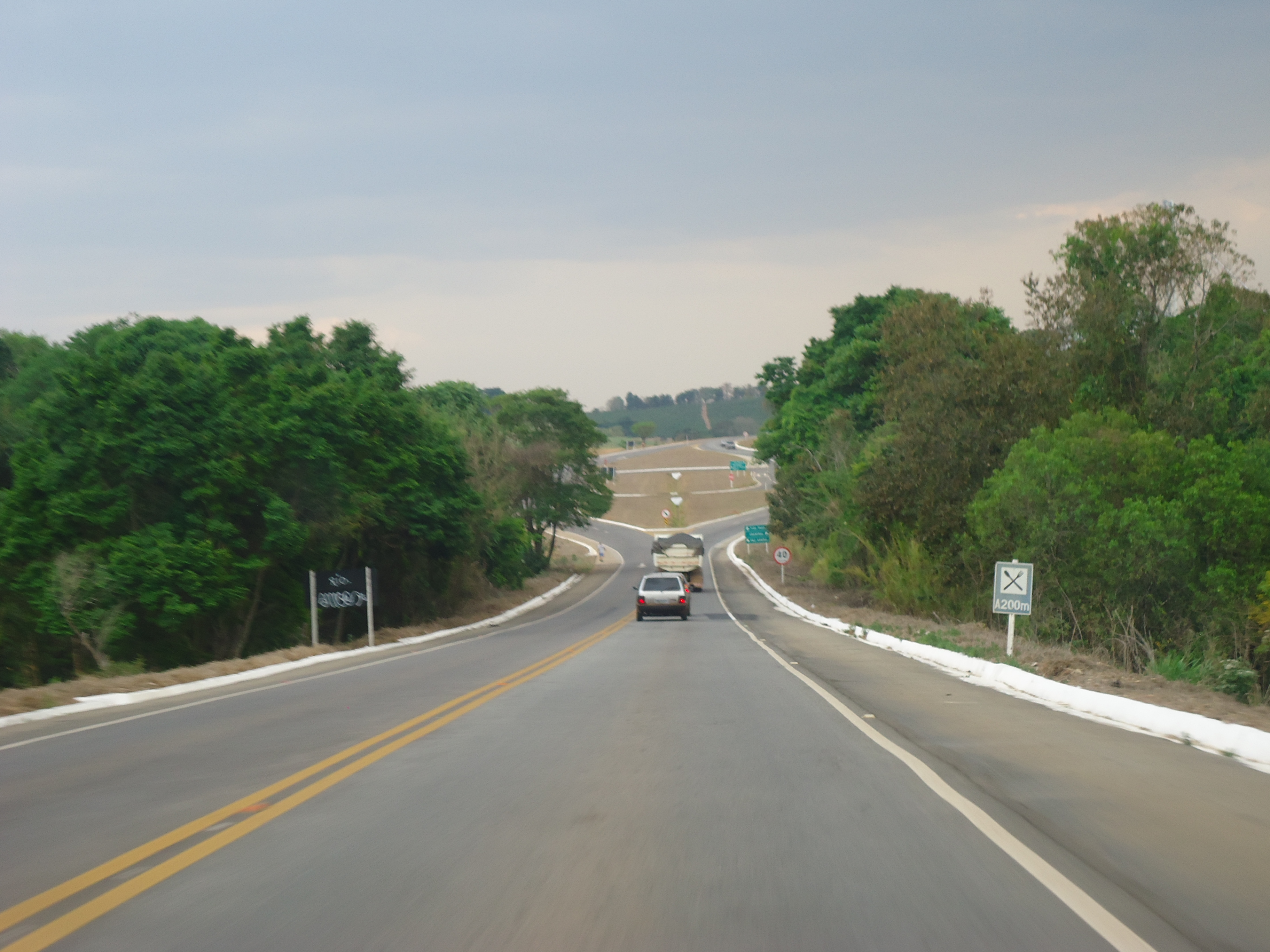
Trecho da rodovia MG-167 entre Três Pontas e Santana da Vargem.

Vale Verde e Quedas D'Água é um dos circuitos turísticos do estado brasileiro de Minas Gerais. É constituído por dez municípios do Campo das Vertentes, do sul e do oeste do estado: Bom Sucesso, Carmo da Cachoeira, Ijaci, Ingaí, Itumirim, Lavras, Luminárias, São Bento Abade, São Tomé das Letras e Três Pontas.

## Rodovias
Fazem parte desse circuito as rodovias BR-265, BR-381, BR-491 e MG-167.